# Damernas BMX vid olympiska sommarspelen 2008
Damernas BMX-cykeltävling vid olympiska sommarspelen 2008 ägde rum den 20-22 augusti i Laoshan BMX Field. Detta var första gången BMX var med på det olympiska programmet.
De 16 tävlande utförde två omgångar på tid för att avgöra seedningen till knockout-omgångarna. Därefter grupperades de till semifinalerna baserat på seedningen. De fyra främsta cyklisterna efter de tre semifinalrundorna gick till final (totalt 8 cyklister). Till skillnad mot de tidigare två stegen, bestod finalen av ett race som direkt avgjorde medaljerna.

## Medaljörer
| Event        | Guld                             | Silver                          | Brons            |
| Damernas BMX | Anne-Caroline Chausson Frankrike | Laëtitia Le Corguillé Frankrike | Jill Kintner USA |

## Tävlingsschema

### Onsdagen den 20 augusti 2008
| Start | Slut  | Gren       | Steg                       |
| ----- | ----- | ---------- | -------------------------- |
| 9:45  | 10:09 | BMX, damer | Seeding Time Trial 1st run |
| 11:00 | 11:24 | BMX, damer | Seeding Time Trial 2nd run |

### Fredagen den 22 augusti 2008
| Start | Slut  | Gren       | Steg                       |
| ----- | ----- | ---------- | -------------------------- |
| 9:00  | 9:08  | BMX, damer | Semifinal, första omgången |
| 9:30  | 9:38  | BMX, damer | Semifinal, andra omgången  |
| 10:00 | 10:08 | BMX, damer | Semifinal, tredje omgången |
| 10:30 | 10:35 | BMX, damer | Final                      |
| 11:00 | 11:08 | BMX, damer | Medaljceremoni             |

## Results
(Q = Kvalificerad; DNF = Avslutade inte loppet; REL = Relegated.)

### Seeding
| Placering | Namn                         | Tid, första omgången | Tid, andra omgången | Bästa tid | Gap    |
| --------- | ---------------------------- | -------------------- | ------------------- | --------- | ------ |
| 1         | Anne-Caroline Chausson (FRA) | 36.660               | 43.174              | 36.660    |        |
| 2         | Shanaze Reade (GBR)          | 59.330               | 36.882              | 36.882    | +0.222 |
| 3         | Laëtitia Le Corguillé (FRA)  | 37.606               | 37.145              | 37.145    | +0.485 |
| 4         | Sarah Walker (NZL)           | 37.187               | 37.549              | 37.187    | +0.527 |
| 5         | Gabriela Díaz (ARG)          | 37.590               | 38.927              | 37.590    | +0.930 |
| 6         | Nicole Callisto (AUS)        | 38.260               | 37.717              | 37.717    | +1.057 |
| 7         | Jill Kintner (USA)           | 39.031               | 37.913              | 37.913    | +1.253 |
| 8         | Jana Horáková (CZE)          | 39.213               | 38.077              | 38.077    | +1.417 |
| 9         | Jenny Fahndrich (SUI)        | 39.152               | 38.209              | 38.209    | +1.549 |
| 10        | Tanya Bailey (AUS)           | 38.621               | 38.285              | 38.285    | +1.625 |
| 11        | Lieke Klaus (NED)            | 38.709               | 38.808              | 38.709    | +2.049 |
| 12        | Amanda Sørensen (DEN)        | 39.183               | 38.719              | 38.719    | +2.059 |
| 13        | Sammy Cools (CAN)            | 39.813               | 39.137              | 39.137    | +2.477 |
| 14        | María Belén Dutto (ARG)      | 40.423               | 40.193              | 40.193    | +3.533 |
| 15        | Aniko Hodi (HUN)             | 43.137               | 41.772              | 41.772    | +5.112 |
| 16        | Liyun Ma (CHN)               | 42.563               | 42.015              | 42.015    | +5.355 |

### Semifinaler

#### Heat 1
| Placering | Namn                         | Första omgången | Andra omgången | Tredje omgången | Totalt | Anmärkningar |
| --------- | ---------------------------- | --------------- | -------------- | --------------- | ------ | ------------ |
| 1         | Anne-Caroline Chausson (FRA) | 1 (36.931)      | 1 (37.028)     | 2 (36.747)      | 4      | Q            |
| 2         | Sarah Walker (NZL)           | 2 (37.499)      | 3 (39.038)     | 1 (36.731)      | 6      | Q            |
| 3         | Gabriela Díaz (ARG)          | 3 (37.605)      | 2 (38.235)     | 8 (DNF)         | 13     | Q            |
| 4         | Sammy Cools (CAN)            | 6 (39.765)      | 5 (39.457)     | 3 (38.690)      | 14     | Q            |
| 5         | Jana Horáková (CZE)          | 5 (39.107)      | 4 (39.457)     | 7 (1:32.284)    | 16     |              |
| 6         | Jenny Fahndrich (SUI)        | 4 (38.658)      | 7 (45.912)     | 6 (52.687)      | 17     |              |
| 7         | Ma Liyun (CHN)               | 7 (41.789)      | 6 (41.497)     | 5 (41.839)      | 18     |              |
| 8         | Amanda Sørensen (DEN)        | 8 (DNF)         | 8 (47.469)     | 4 (39.474)      | 20     |              |

#### Heat 2
| Placering | Namn                        | Första omgången | Andra omgången | Tredje omgången | Totalt | Anmärkningar |
| --------- | --------------------------- | --------------- | -------------- | --------------- | ------ | ------------ |
| 1         | Laëtitia Le Corguillé (FRA) | 1 (37.917)      | 1 (37.130)     | 2 (37.076)      | 4      | Q            |
| 2         | Jill Kintner (USA)          | 3 (38.950)      | 3 (39.700)     | 3 (38.235)      | 9      | Q            |
| 3         | Shanaze Reade (GBR)         | 7 (2:17.714)    | 2 (39.218)     | 1 (36.699)      | 10     | Q            |
| 4         | Nicole Callisto (AUS)       | 2 (38.244)      | 6 (47.311)     | 4 (38.435)      | 12     | Q            |
| 5         | Lieke Klaus (NED)           | 4 (40.955)      | 4 (40.143)     | 5 (38.800)      | 13     |              |
| 6         | Aniko Hodi (HUN)            | 6 (44.021)      | 5 (41.867)     | 7 (40.169)      | 18     |              |
| 7         | María Belén Dutto (ARG)     | 5 (41.307)      | 7 (47.927)     | 8 (40.295)      | 20     |              |
| 8         | Tanya Bailey (AUS)          | 8 (DNF)         | 8 (DNF)        | 6 (39.505)      | 22     |              |

### Medaljfinal
| Placering | Namn                         | Tid      |
| --------- | ---------------------------- | -------- |
| 1         | Anne-Caroline Chausson (FRA) | 35.976   |
| 1         | Laëtitia Le Corguillé (FRA)  | 38.042   |
| 1         | Jill Kintner (USA)           | 38.674   |
| 4         | Sarah Walker (NZL)           | 38.805   |
| 5         | Gabriela Díaz (ARG)          | 39.747   |
| 6         | Nicole Callisto (AUS)        | 1:19.609 |
| 7         | Sammy Cools (CAN)            | DNF      |
| 8         | Shanaze Reade (GBR)          | REL      |